# عملیات والفجر ۶
عملیات والفجر ۶ عملیاتی تهاجمی توسط نیروهای مسلح ایرانی در جریان جنگ ایران و عراق که در سال ۱۳۶۲ و در دو محور دهلران و بستان به اجرا در آمد. این عملیات تهاجمی به همراه عملیات والفجر ۵ با هدف تسخیر بزرگراه بغداد بصره در جنوب عراق توسط پاسداران انجام شد. در مرحله اول عملیات نیروهای پاسدار و بسیج با استفاده از قایق‌های سبک یا با پای پیاده به سمت بزرگراه بصره بغداد حرکت نمودند. ایرانی‌های توانستند تا پانزده مایلی بزرگراه بصره به بغداد (دو شهر مهم عراق) را به تصرف خود درآورند. با وجود این مقاومت سنگین عراقی‌ها مانع پیشروی ایرانی‌ها بود و سرانجام پس از دو روز ایرانی‌ها عملیات را متوقف کردند.

## پیش زمینه
شکست پنج عملیات مهم تهاجمی ایران بسیاری را در حکومت ایران خشمگین نموده بود. از طرف دیگر این شکست باعث خوشحالی فراوان در رده‌های مرکزی حزب بعث عراق بود. نیروهای ایرانی یک سال قبل تر توانسته بودند ارتش عراق را از اکثر مناطق اشغال شده ایران بیرون رانده بودند. صدام حسین دستور داد تا ارتش عراق از باقی مناطق اشغال شده نیز عقب‌نشینی نماید. با این وضعیت تصور بر این بود که ارتش عراق با تهاجم ایرانی‌ها کاملاً از هم پاشیده خواهد شد. با این حال اکنون ارتش عراق در مرزهای خود و در موقعیت و موضع دفاعی بسیار بهتری نسبت به زمان اشغال خاک ایران قرار داشت. نیروهای عراقی همچنین به خاطر دفاع از خاک سرزمینی از نظر روحی نیز موقعیتی مناسبی بودند. در طرف مقابل نظامیان ایرانی نیز از از نبرد در سرزمینی بیگانه تا حدودی متعجب بودند. با این حال فرماندهان و برخی سیاستمداران ایرانی در این زمان (۱۳۶۵) تصور می‌کردند که پیروزی نزدیک است و از این رو به عملیات تهاجمی شدت دادند.

## عملیات
در عملیات والفجر ۵ ایرانی‌ها توانستند موفقیت‌های کوچکی به‌دست آورند که از جمله تسخیر شهر کوت العماره، و تثبیت موقعیت در ۱۵ مایلی بزرگراه بصره به بغداد، ایرانی‌ها بلافاصله عملیات بسیار بزرگ والفجر ۶ را شروع نمودند. با این حال نیروهای ایرانی با مقاومت برتر نیروهای دفاعی عراق مواجه شدند. در طی این نبرد ایرانی‌ها توانستند موفقیت‌های کوچکی درگرفتن برخی خطوط منفرد عراقی به‌دست آورند اما در دستیابی به هدف اصلی عملیات که شکستن خطوط دفاعی عراقی بود بازماندند. سر انجام پس از دو روز ایرانی‌ها تنها توانستند به ده مایلی بزرگراه بصره بغداد برسند و در این حین نیروهای خسته ایرانی از پیش روی بازماندند و عملیات متوقف شد.

## نتیجه
با آگاهی از قدرت دفاعی عراق در منطقه عملیات، شکست این عملیات لحظاتی پیش از شروع عملیات معلوم شد با این حال دستور شروع عملیات صادر گردید. این عملیات و عملیات‌های تهاجمی دیگر در داخل خاک عراق باعث جذب نیرو در بخش‌های دفاعی عراق شدند. عملیات‌هایی از این دست مانند عملیات خیبر که یک هفته پیش از والفجر ۶ انجام گردید و در آن ایرانی‌ها توانستند بخشهایی از خاک عراق را در جزیره مجنون اشغال نمایند. صدام برای جلوگیری از پیشروی ایرانی‌ها به استفاده گسترده از سلاح‌های شیمیایی روی آورد. 
از دیدگاه استراتژیک، عملیات‌های تهاجمی ایرانی‌ها را به هدف اصلی‌شان، که در آن زمان تصرف شهر بصره بود، نزدیک تر نمود ولی همواره عراقی‌ها دست بالا را در دفاع داشتند. در پایان عملیات‌های تهاجمی ده‌ها هزار نفر از نیروهای ایرانی جان خود را از دست دادند و در مقابل پیروزی‌های ناچیزی به‌دست آوردند. نیروهای ایرانی تنها توانستند اهداف کم ارزشی را تصرف نمایند (غیر از جزیره نفت خیز مجنون). سرآخر هم ایرانی‌ها دریافتند که پیروزی دور از دسترس است و رهبر ایران قطعنامه صلح را پذیرفت.